# Monegassische Euromünzen
Die monegassischen Euromünzen sind die von Monaco in Umlauf gebrachten Euromünzen der gemeinsamen europäischen Währung Euro.

## Rechtsgrundlage und Umfang der Prägerechte
Obwohl Monaco kein Mitglied der Europäischen Union ist, wurde am 24. Dezember 2001 in einer bilateralen Währungsvereinbarung mit der Französischen Republik – im Namen der Europäischen Gemeinschaft – festgelegt, dass Monaco eigene Euro-Münzen in Höhe von 1/500 des französischen Prägekontingents prägen darf. Die Europäische Kommission empfahl am 31. Januar 2011 Neuverhandlungen mit dem Fürstentum Monaco, die am 13. Oktober 2012 zu einer neuen Währungsvereinbarung führten. Darin wird festgelegt, dass sich die wertmäßige Obergrenze für die jährliche Ausgabe von Euro-Münzen durch das Fürstentum Monaco zusammensetzt aus
- einem variablen Anteil, der der in der Französischen Republik im Vorjahr pro Kopf ausgegebenen durchschnittlichen Anzahl von Münzen entspricht, multipliziert mit der Einwohnerzahl des Fürstentums Monaco, sowie
- einem festen Anteil, dessen anfänglicher Betrag für 2012 auf 2 340 000 EUR festgesetzt wird. Dieser feste Anteil kann jährlich neu bestimmt werden, um sowohl der Inflation Frankreichs im Vorjahr als auch etwaigen signifikanten Entwicklungen auf dem Markt für Euro-Sammlermünzen Rechnung zu tragen.

Ähnliche Vereinbarungen wurden auch mit drei anderen europäischen Kleinstaaten (San Marino, dem Staat Vatikanstadt und Andorra) geschlossen. Diese Währungsvereinbarungen wurden als notwendig erachtet, da sich diese Staaten vor der Euroeinführung in einer Währungsunion mit Italien beziehungsweise Frankreich und Spanien befanden.

## Umlaufmünzen
- Länderkennung: MONACO
- Münzstättenzeichen: Pessac (Füllhorn)[4]
- Münzmeisterzeichen: Gérard Burqoys 2002 (Hufeisen),[5] Serge Levet 2003 (Herz als Ligatur aus S und L),[6] Hubert Larivière 2004–2010 (Jagdhorn mit Tierkreiszeichen Fische),[7] Yves Sampo 2011–2020 (Pentagon mit AGMP, YS),[8] Joaquin Jimenez ab 2021 (Initialen JJ im Quadrat).[9]

### Erste Prägeserie (2001–2005)
Die erste Prägeserie der monegassischen Euromünzen zeigt vier verschiedene Motive. Abgebildet sind Fürst Rainier III., Fürst Albert II., sowie Wappen und Siegel der fürstlichen Familie, der Grimaldis.
Die im Wappenschild enthaltenen roten Rauten sind auf der  1-, 2- und 5-Cent-Münze nach den heraldischen Regeln der Tingierung schraffiert dargestellt, ebenso auf der 10-, 20- und 50-Cent-Münze auf dem Schild des Reiters und der Wappendecke des Pferdes.
| 0,01 €                                            | 0,02 €                         | 0,05 €                                                                                           |
| ------------------------------------------------- | ------------------------------ | ------------------------------------------------------------------------------------------------ |
| 1 Cent Monaco 1. Serie                            | 2 Cent Monaco 1. Serie         | 5 Cent Monaco 1. Serie                                                                           |
| Wappen der Fürstenfamilie Grimaldi                |                                |                                                                                                  |
| 0,10 €                                            | 0,20 €                         | 0,50 €                                                                                           |
| 10 Cent Monaco 1. Serie                           | 20 Cent Monaco 1. Serie        | 50 Cent Monaco 1. Serie                                                                          |
| Siegel der Fürstenfamilie Grimaldi                |                                |                                                                                                  |
| 1,00 €                                            | 2,00 €                         | Rand der 2-€-Münze                                                                               |
| 1 Euro Monaco 1. Serie                            | 2 Euro Monaco 1. Serie         |                                                                                                  |
| Doppelporträt Fürst Rainier III. und Prinz Albert | Porträt von Fürst Rainier III. | Sechsmal abwechselnd die Zahl 2 und ★ ★ (zwei Sterne), abwechselnd aufrecht und um 180° gedreht. |

### Zweite Prägeserie (ab 2006)
Mit dem Tod von Fürst Rainier III. und der Inthronisation des neuen Fürsten Albert II. werden seit Dezember 2006 Münzen mit einer neuen nationalen Seite geprägt. Auf der  1-, 2- und 5-Cent-Münze sind die im Wappenschild enthaltenen roten Rauten nach den heraldischen Regeln der Tingierung schraffiert dargestellt.
Die neu gestaltete Vorderseite der Euromünzen (neue Europakarte) wurde in Monaco 2007 eingeführt, jedoch wurde zunächst nur eine neue 1-Euro-Münze herausgegeben.
| 0,01 €                                    | 0,02 €                    | 0,05 €                                                                                           |
| ----------------------------------------- | ------------------------- | ------------------------------------------------------------------------------------------------ |
| 1 Cent Monaco 2. Serie                    | 2 Cent Monaco 2. Serie    | 5 Cent Monaco 2. Serie                                                                           |
| Wappen der Fürstenfamilie Grimaldi        |                           |                                                                                                  |
| 0,10 €                                    | 0,20 €                    | 0,50 €                                                                                           |
| 10 Cent Monaco 2. Serie                   | 20 Cent Monaco 2. Serie   | 50 Cent Monaco 2. Serie                                                                          |
| Monogramm und Standarte Fürst Alberts II. |                           |                                                                                                  |
| 1,00 €                                    | 2,00 €                    | Rand der 2-€-Münze                                                                               |
| 1 Euro Monaco 2. Serie                    | 2 Euro Monaco 2. Serie    |                                                                                                  |
| Porträt Fürst Alberts II.                 | Porträt Fürst Alberts II. | Sechsmal abwechselnd die Zahl 2 und ★ ★ (zwei Sterne), abwechselnd aufrecht und um 180° gedreht. |

## 2-Euro-Gedenkmünzen
| Nr. | Bild | Ausgabedatum Bildreferenz | Anlass                                                                    | Amtsblatt Referenz | Auflage   |
| --- | ---- | ------------------------- | ------------------------------------------------------------------------- | ------------------ | --------- |
| 1   |      | 12. Juli 2007             | 25. Todestag der Fürstin Grace Patricia                                   | [ 11 ] [ 12 ]      | 00.20.001 |
| 2   |      | 2. Juli 2011              | Hochzeit Fürst Alberts II. mit Charlene Wittstock                         | [ 14 ] [ 15 ]      | 0.147.877 |
| 3   |      | 28. Juni 2012             | 500 Jahre Souveränität Monacos: Lucien I.                                 | [ 17 ] [ 18 ]      | 0.110.000 |
| 4   |      | 17. Juni 2013             | 20 Jahre Mitgliedschaft bei den Vereinten Nationen                        | [ 20 ] [ 21 ]      | 1.249.131 |
| 5   |      | 14. November 2015         | 800. Jahrestag der Grundsteinlegung der ersten Befestigung auf dem Felsen | [ 23 ] [ 24 ]      | 00.10.000 |
| 6   |      | 1. Juni 2016              | 150. Jahrestag der Gründung Monte-Carlos durch Charles III.               | [ 26 ] [ 27 ]      | 00.15.000 |
| 7   |      | 13. November 2017         | 200 Jahre Fürstliche Karabinierskompanie                                  | [ 29 ] [ 30 ]      | 00.15.000 |
| 8   |      | 25. Juni 2018             | 250. Geburtstag von François Joseph Bosio                                 | [ 32 ] [ 33 ]      | 00.16.000 |
| 9   |      | 12. September 2019        | 200. Jahrestag der Thronbesteigung Fürst Honorés V.                       | [ 35 ] [ 36 ]      | 00.15.000 |
| 10  |      | 20. Oktober 2020          | 300. Geburtstag von Fürst Honoré III.                                     | [ 38 ] [ 39 ]      | 00.15.000 |
| 11  |      | 6. Oktober 2021           | 10. Hochzeitstag von Fürst Albert II. und Fürstin Charlène                | [ 41 ] [ 42 ]      | 00.15.000 |
| 12  |      | 7. September 2022         | 100. Todestag von Fürst Albert I.                                         | [ 44 ] [ 45 ]      | 00.15.000 |
| 13  |      | 31. Mai 2023              | 100. Geburtstag von Fürst Rainier III.                                    | [ 47 ] [ 48 ]      | 00.25.000 |
| 14  |      | 17. Juni 2024             | 500 Jahre Vertrag mit Karl V.                                             | [ 50 ] [ 51 ]      | 00.15.000 |

## Sammlermünzen
Die monegassischen 20-Euro-Goldmünzen entsprechen ebenso wie die italienischen 20-Euro-Goldmünzen und die
san-marinesischen 20-Euro-Goldmünzen den Normen der Lateinischen Münzunion.
Die 10-Euro-Goldmünze entspricht bez. der Masse dem LMU-Standard, nicht aber beim Durchmesser (18 mm statt 19 mm).
Die 100-Euro-Goldmünzen entsprechen bez. Durchmesser dem LMU-Standard, nicht aber bei der Masse (32 g statt 32,26 g).
Es folgt eine Auflistung aller Sammlermünzen Monacos bis 2021.
| Thema                                     | Ausgabedatum                    | Nennwert  | Material     | Masse   | Durch- messer | Auflage    |
| ----------------------------------------- | ------------------------------- | --------- | ------------ | ------- | ------------- | ---------- |
| Fürst Rainier III.                        | 1. Dezember 2002                | 20 Euro   | 900er Gold   | 6,45 g  | 21 mm         | 3.500      |
| 80. Geburtstag Fürst Rainier III.         | 1. Dezember 2003                | 10 Euro   | 900er Silber | 25 g    | 37 mm         | 4.000      |
| 80. Geburtstag Fürst Rainier III.         | 1. Dezember 2003                | 100 Euro0 | 900er Gold   | 32 g    | 35 mm         | 1.000      |
| 1700. Todestag der Hl. Devota             | 1. Oktober 2004                 | 05 Euro   | 900er Silber | 12 g    | 29 mm         | (1) 14.999 |
| Tod von Fürst Rainier III.                | 1. Dezember 2005                | 10 Euro   | 900er Gold   | 3,22 g  | 18 mm         | 3.313      |
| 50. Geburtstag Albert II.                 | 6. Dezember 2008                | 05 Euro   | 900er Silber | 12 g    | 29 mm         | 9.000      |
| 50. Geburtstag Albert II.                 | 2008 (Ausgabe: 2. Februar 2009) | 20 Euro   | 900er Gold   | 6,45 g  | 21 mm         | 3.000      |
| Hochzeit Fürst Albert und Charlene        | 2. Juli 2011                    | 10 Euro   | 900er Silber | 25 g    | 37 mm         | 4.000      |
| Honoré II.                                | Dezember 2012                   | 10 Euro   | 900er Silber | 25 g    | 37 mm         | 6.500      |
| Herkules                                  | 2014                            | 10 Euro   | 900er Silber | 25 g    | 37 mm         | 3.000      |
| 10 Jahre Herrschaft von Fürst Albert II   | 2015                            | 100 Euro0 | 900er Gold   | 32,25 g | 35 mm         | 0.499      |
| 90. Geburtstag von Prinzessin Grace Kelly | 2019                            | 10 Euro   | 900er Silber | 25 g    | 37 mm         | 5.000      |
| 100. Geburtstag von Fürst Rainier III.    | Oktober 2023                    | 50 Euro   | 900er Gold   | 16,2 g  | 28 mm         | 0.499      |

(1) nur im KMS – Kursmünzensatz